# Elecciones presidenciales de Transnistria de 2016
Las elecciones presidenciales se llevaron a cabo en Transnistria el 11 de diciembre de 2016. El resultado fue una victoria para el Presidente del Consejo Supremo, Vadim Krasnoselski, quien derrotó al actual presidente Yevgueni Shevchuk.

## Candidatos
Se inscribieron siete candidatos para disputar las elecciones. Sin embargo, el exministro del Interior Gennadi Kuzmichev retiró posteriormente su candidatura.
| Candidato | Candidato          | Partido       | Experiencia en cargos públicos                                                                                                  |
| --------- | ------------------ | ------------- | --- |
|           | Alexander Deli     | Independiente | - Fiscal de Transnistria (2012–2016) - Ministro de Justicia (2012)                                                              |
|           | Vladimir Grigoryev | Independiente | Ninguna |
|           | Oleg Khorzhan      | PCP           | - Miembro del Consejo Supremo (2010–2018)                                                                                       |
|           | Vadim Krasnoselski | Independiente | - Presidente del Consejo Supremo (2015–2016) - Miembro del Consejo Supremo (2015–2016) - Ministro del Interior (2007–2012)      |
|           | Gennadi Kuzmichev  | Independiente | - Ministro del Interior (2013–2015)                                                                                             |
|           | Yevgueni Shevchuk  | Independiente | - Presidente de Transnistria (2011–2016) - Presidente del Consejo Supremo (2005–2009) - Miembro del Consejo Supremo (2000–2011) |
|           | Irina Vasilaki     | Independiente | Ninguna |

## Resultados
|  | 63.52 % |

|  | 27.92 % |

|  | 3.23 % |

|  | 0.69 % |

|  | 0.62 % |

|  | 0.56 % |

|  | 3,47 % |

|  | 98.08 % |

|  | 1.92 % |

|  | 60.1 % |